# Johann Gottlieb Steeb

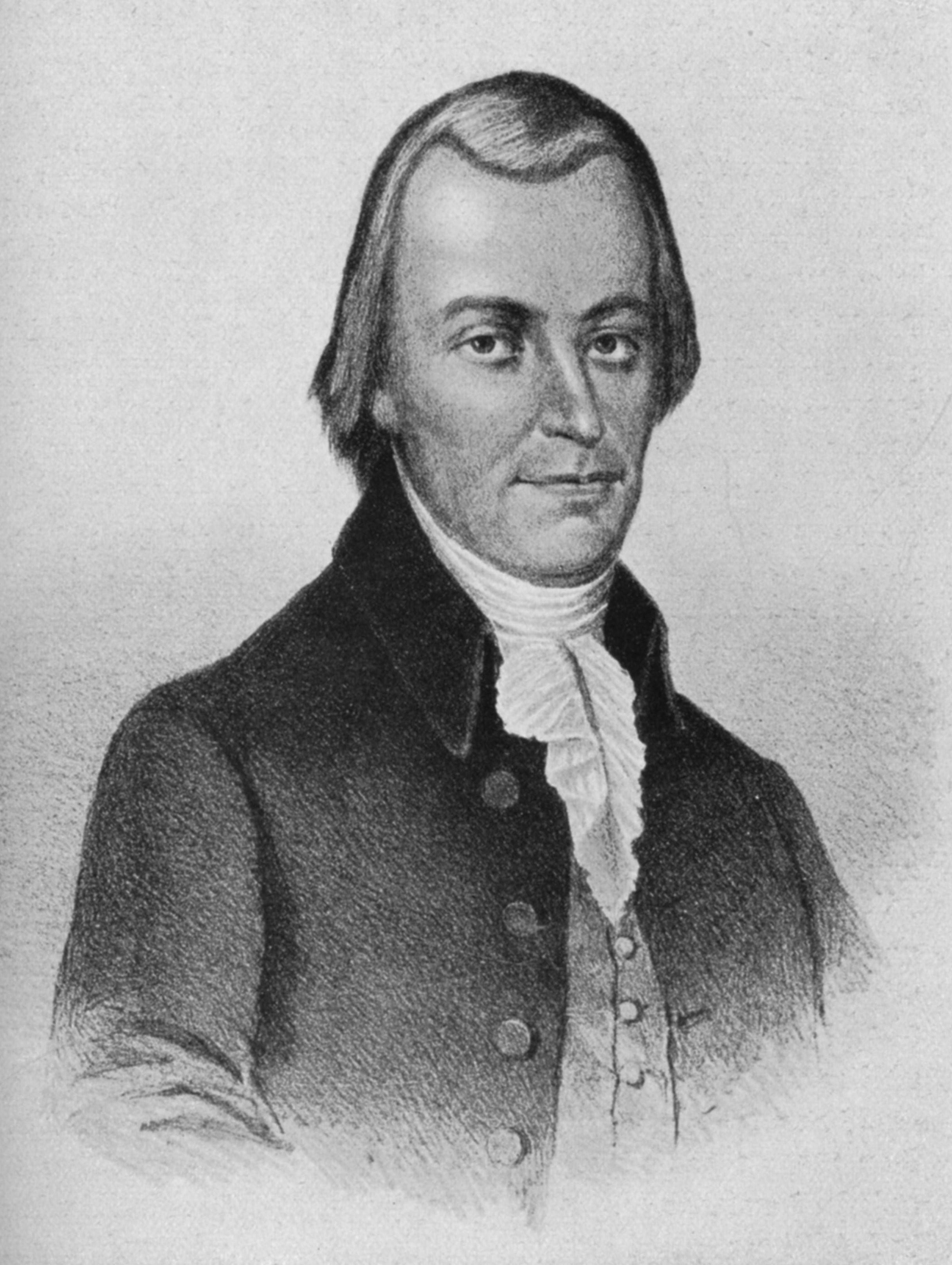
Johann Gottlieb Steeb, Lithographie von Gottfried Küstner

Johann Gottlieb Steeb (* 10. September 1742 in Nürtingen; † 29. November 1799 in Grabenstetten) war ein deutscher lutherischer Geistlicher und landwirtschaftlicher Schriftsteller. 

## Leben
Steebs Eltern waren der kirchenrätliche Verwalter Johann Steeb. Johann Gottlieb Steeb besuchte die Lateinschule in Nürtingen, bevor er die Klosterschulen von Blaubeuren und Bebenhausen absolvierte und am 9. November 1759 an der Universität Tübingen immatrikuliert wurde. Er studierte dort neben der Theologie auch die Philosophie. Am 9. Dezember 1761 erhielt er den Bakkalaureusgrad und wurde Stipendiat am Tübinger Stift. Seine Graduierung zum Magister erfolgte schließlich am 18. Oktober 1763. Anschließend war er als Kustos der Stiftsbibliothek tätig, bevor er 1767 bei einem Geheimrat von Gemmingen Hofmeister wurde. Dort war er über fünf Jahre tätig.
Steeb wurde 1772 Pfarrer in Dürnau bei Göppingen. Dort blieb er, bis ihm 1787 die Pfarrstelle von Grabenstetten übertragen wurde. Diese hatte er bis zu seinem Tod inne. Neben seiner seelsorgerischen Arbeit machte er sich durch Verbesserungen im Ackerbau und in der Viehhaltung verdient, die er durch Schriften und praktische Anleitung umsetzte.
Steeb war seit 1772 mit Johanna Luise geb. Reinhardt (1751–1835) verheiratet und hatte mit dieser 14 Kinder. Der Landtagsabgeordnete Wilhelm Christian Steeb war eines dieser Kinder.

## Werke (Auswahl)
- Versuch einer allgemeinen Beschreibung von dem Zustand der Völker, Macklot, Karlsruhe 1766.
- Über den Menschen nach den hauptsächlichen Anlagen in seiner Natur, 3 Bände, Heerbrandt, Tübingen 1785.
- Ueber das Einweichen und Ersparen des Saamens bei der Aussaat, aus mehreren, im Grössern gemachten, Erfahrungen, Cotta, Stuttgart 1792.
- Von der Verbesserung der Kultur auf der Alp und den ihr ähnlichen Gegenden des Vaterlandes, Cotta, Stuttgart 1792.
- Ueber das Verhältnis der Schaafzucht zur Anblümung der Braache, Metzler, Stuttgart 1799.